# أبيجيل ميكي
أبيجيل ميكي (بالإنجليزية: Abigail Mickey)‏ هي دراجة أمريكية، ولدت في 3 يوليو 1990.

## وصلات خارجية
- أبيجيل ميكي على موقع الاتحاد الدولي للدراجات (الإنجليزية)
- أبيجيل ميكي على موقع أرشيف الدراجات (الإنجليزية)
- أبيجيل ميكي على موقع إحصائيات الدراجات الإحترافية (الإنجليزية)